# Hardy Lux
Hardy Lux (* 4. Februar 1971 in Eberswalde-Finow, Bezirk Frankfurt (Oder), DDR; † 17. April 2025 im Barnim) war ein deutscher Politiker der SPD. Er war von 2019 bis 2024 Abgeordneter im Landtag Brandenburg.

## Leben
Lux besuchte die Polytechnische Oberschule von 1977 bis 1987 und absolvierte danach bis 1989 eine Berufsausbildung zum Zootierpfleger im Tierpark Berlin. Von 1989 bis 1990 leistete er seinen Wehrdienst beim Wachregiment „Feliks Dzierzynski“ des Ministeriums für Staatssicherheit (MfS) vorrangig im Objektwachdienst. Nach einer Tätigkeit 1990/91 in der Stadtverwaltung Eberswalde-Finow war Lux von 1992 bis 1996 Projektberater im Rahmen eines Bundesprogramms zum Aufbau freier Träger der Jugendhilfe in den neuen Bundesländern beim Träger Arbeit, Bildung, Wohnen e. V. Er war Gründungsmitglied des Bundes zum Schutz der Interessen der Jugend in Eberswalde. Von 1995 bis 2003 absolvierte Lux ein Studium der Sozialwissenschaften an der Humboldt-Universität zu Berlin. Von 1997 bis zur Wahl in den Landtag Brandenburg 2019 war er beim Bund zum Schutz der Interessen der Jugend e. V. Eberswalde (BSIJ e. V.) als Jugendförderer und Projektleiter für erlebnispädagogische Projekte angestellt.
Lux war verheiratet, hatte zwei Kinder und wohnte in Eberswalde.

## Politik
Lux trat 1996 in die SPD ein, war Mitglied im Vorstand des SPD-Ortsvereins und seit 2018 stellvertretender SPD-Unterbezirksvorsitzender Barnim. Ab 1998 war er Mitglied der Stadtverordnetenversammlung Eberswalde, zeitweise als Vorsitzender der Fraktion SPD/BfE. Am 1. September 2019 gelang Lux der Einzug als Abgeordneter in den Landtag Brandenburg als Direktkandidat im Landtagswahlkreis Barnim I für die SPD Brandenburg. Dort war er Mitglied der Ausschüsse für Bildung, Jugend und Sport sowie für Landwirtschaft, Umwelt und Klimaschutz. Bei der Landtagswahl 2024 trat er nicht erneut an und schied somit aus dem Landtag aus.